# Trận Gostyń
Trận Gostyń là một hoạt động quân sự trong đợt tấn công của Vương quốc Phổ vào Đại Ba Lan năm 1761 trong cuộc Chiến tranh Bảy năm, đã diễn ra vào ngày 15 tháng 9 năm 1761, tại Gostyń (một thị trấn Ba Lan nằm giữa Poznań và Breslau). Trong cuộc giao chiến này, một quân đoàn nhỏ của quân đội Phổ dưới quyền chỉ huy của tướng Dubislav Friedrich von Platen đã đánh tan tác một đạo quân gồm 4.000 người của đế quốc Nga, dưới quyền chỉ huy của chuẩn tướng Czerepov. Chiến thắng của các lực lượng Phổ tại Gostyń đã gây cho quân đội Nga những thiệt hại nặng nề: hàng nghìn xe goòng chở tiền, đạn dược và tiếp tế đã bị thu giữ, kèm theo một số lượng lớn quân của Nga bị bắt làm tù binh (trong đó có cả Czerepov và một số sĩ quan các cấp). Đồng thời, sự thất bại của quân Nga trong trận chiến này cũng buộc Nguyên soái Aleksandr B. Buturlin phải tiến hành triệt binh về Ba Lan và chấm dứt chiến dịch của ông chống lại vua Friedrich II của Phổ tại Schlesien.
Vào cuối năm 1761, nguồn lực của Vương quốc Phổ đã trở nên cạn kiệt. Trong khi vua Friedrich II đóng quân tại Schlesien, một đội quân đông hơn của Nga dưới quyền Buturlin đã tiến đánh lực lượng của ông, trong khi đó quân đội Áo dưới quyền Thống chế Gideon Ernst von Laudon cũng tiến công Phổ. Tại Sachsen, quân Phổ do Hoàng tử Heinrich chỉ huy bị quân Áo dưới quyền Thống chế Leopold Joseph von Daun cầm chân, trong khi tại Pommern, một đạo quân Nga khác vây đánh Kolberg. Tình thế cho thấy là nhà vua nước Phổ cần phải ngăn ngừa Buturlin hội quân với Laudon, và bằng một số vận động khôn khéo ông đã cản được điều này trong vòng vài tuần. Sau đó, trước tình hình nguy cấp, ông rút vào một vị trí phòng ngự rắn chắc tại Bunzelwitz, gần như nằm trong tầm của các khẩu pháo tại Schweidnitz. Tại đây, ông sẽ ngăn cản đối phương tấn công và chờ đợi cho đến khi sự thiếu thốn lương thảo buộc họ phải tách đôi. Mặc dù lúc này Laudon và Buturlin đã hợp binh, vào ngày 11 tháng 9, Friedrich quyết định phái một đội quân Phổ do Platen chỉ huy kéo đến Ba Lan để đánh phá các kho đạn quan trọng của Nga tại biên giới nước này, sau đó nếu cần thiết thì sẽ tiếp viện cho quân phòng thủ Kolberg. Vào ngày 14 tháng 9, Platen đã sai một toán quân tấn công Kobylin, và toán quân này đã đánh đuổi quân trú phòng của Nga ra khỏi đây. Sau đó, họ nghe dân chúng Ba Lan thông báo rằng quân Nga có các kho quân nhu lớn ở Gostyń.
Vào ngày 15 tháng 9, Platen bất thình lình xua quân tấn công các xe goòng tại Gostyn, với khẩu pháo, chiến hào,... và quân Nga gần đó đang phòng ngự cho kho đạn của mình. Tại vị trí quan trọng nhất của chiến tuyến của quân Nga, viên tướng Phổ đã ra lệnh tấn công bằng lưỡi lê. Trước sức tấn công dữ dội của quân Phổ, phần lớn binh lực của Nga bị giết hoặc bắt sống. Một số khẩu pháo của Nga cũng lọt vào tay quân Phổ. Đồng thời, quân Phổ cũng phá được các kho đạn của Nga, và đốt cháy phần lớn tiếp tế của đối phương. Số lượng tiếp tế còn lại cũng bị người Phổ quăng rải rác. Sau thắng lợi của cuộc tấn công táo bạo của mình, Platen đã tiếp tục các hoạt động quân sự của mình tại Ba Lan. Trong khi đó, việc các kho đạn bị phá hủy đã khiến cho quân đội Nga tại Schlesien hoảng hốt. Họ rơi vào tình trạng thiếu thốn lương thực dự trữ, trong khi người Áo không thể nào tiếp tế cho họ. Trước tình hình đó, Buturlin bị buộc phải tách đôi khỏi quân đội Áo để rút qua sông Oder về Ba Lan.